# Chirodica namibiana
Chirodica namibiana es un coleóptero de la familia Chrysomelidae.
Fue descrita científicamente en 1998 por Biondi.